# Martha Mödl
Martha Mödl (Núremberg, Alemania, 22 de marzo de 1912 - Stuttgart, Alemania, 17 de diciembre de 2001) fue una cantante alemana que se inició como soprano continuando luego hasta avanzada edad como mezzosoprano. 
Se especializó en personajes wagnerianos y fue pilar del resurgimiento del Festival de Bayreuth bajo la dirección artística de Wieland Wagner.
Sin poseer la monumental voz de sus colegas Astrid Varnay y Birgit Nilsson, Mödl fue una excepcional actriz-cantante con gran magnetismo y parte del trío de sopranos que jerarquizó el Nuevo Bayreuth de la década del 50. Según Wieland Wagner la Isolda de Mödl era doliente mientras la de Varnay era vengativa y la de Nilsson dulce. 
En el teatro de los festivales fue la más requerida Kundry de Parsifal además de Isolda, Fricka, Sieglinde y Brünnhilde. En otros teatros alemanes personificó a Leonora en Fidelio de Beethoven, Ulrica Azucena y Lady Macbeth de Verdi, Venus de Tannhäuser, Marie de Wozzeck, Dorabella de Mozart, Octavian de El caballero de la rosa, Cherubino de Mozart, El compositor de Ariadne auf Naxos y Carmen de Bizet.
Las crecientes dificultades vocales en la década de 1960 motivaron su paso al registro de mezzosoprano y posteriormente roles de carácter que supo convertir en gran atracción manteniéndola en escena por décadas. En este repertorio se destacó como Nodriza de Die Frau ohne Schatten (Strauss), Clitemnestra de Elektra (Strauss), Penthesilea de Othmar Schoeck,  Jocasta de Stravinsky, Mathis der Mahler de Hindemith, Gloriana y Albert Herring de Britten, la Condesa Geschwitz en Lulú de Alban Berg, Antígona de Carl Orff, Das Hexenlied de Max von Schillings, la madre en Bluthochzeit (Bodas de Sangre) de Fortner,  Elisabeth Tudor de Fortner, Kabale und Liebe de von Einem, Baal de Friedrich Cerha, Anfissa en Las tres hermanas de Peter Eötvös, Kostelnička en Jenůfa y Kabanicha en “Katia Kabanová” de Leoš Janáček, The Medium y The Consul de Menotti, en óperas contemporáneas de Henze, "La casa de Bernarda Alba" de Aribert Reimann, como  Leocadia Begwick en Mahagonny de Kurt Weill y la Condesa en La dama de picas de Chaikovski.
En 1998 publicó su autobiografía So war mein Weg con Thomas Voigt. Parthas Verlag GmbH. 

## Discografía principal
- Beethoven. Fidelio, 1953 (dir. Wilhelm Furtwängler)
- Wagner. Tristan und Isolde, 1952 (dir. Herbert von Karajan)
- Wagner. Parsifal, 1951 (dir. Hans Knappertsbusch)
- Wagner. Parsifal, 1953 (dir. Clemens Krauss)
- Wagner. Der Ring des Nibelungen, 1953 (dir. Wilhelm Furtwängler)
- Wagner. Götterdämmerung, 1966 (dir. Karl Böhm)
- Wagner. Die Walküre, 1954 (dir. Wilhelm Furtwängler)
- Strauss. Elektra, 1964 (dir. Herbert von Karajan)
- Chaikovski. Pique Dame (dir. Seiji Ozawa)